# 国際政治史
学問としての国際政治史（こくさいせいじし、国際政治史学、Political history of international）とは、国家間関係の歴史を扱う伝統的な外交史学にたいし、国内体制が国家間関係に大きな影響を与えることに着目し、また、政治学とりわけ国際政治学や比較政治学における理論的研究を取り込んだものである。

## 解説
国際政治学の理論研究に触発されつつ、外交交渉の経緯の丹念な記録に重点をおいた伝統的な外交史から脱皮し、国際政治のアクター（主体）、アジェンダ（争点）、構造やシステムなど多面的な分析を取り入れた学問分野として、戦後、飛躍的な発展を遂げてきた。新たな学問分野として制度的に定着するのは、70年代以後のことであった。
古典的な外交史の発展型としてのinternational historyの訳語として、「国際政治史」「国際関係史」「国際史」などと混用される。

## 日本における国際政治史
戦後日本における国際政治史は、神川彦松（東京大学名誉教授）を中心に始まった。その他、日本における黎明期の国際政治史学者には、細谷千博、田中直吉、角田順、内山正熊などがいた。
日本における国際政治史の画期的な著作として岡義武『国際政治史』（1955年）であった。この時代以降の国際政治史研究は、国際政治学の理論的な関心を反映する傾向が強まっていく。日本の国際政治学の創始者の一人である坂本義和は、岡の本書を「国際的にみても先駆的な業績であった」と評価する。